# سی‌سی‌جی‌اس سیمکو
سی‌سی‌جی‌اس سیمکو (به انگلیسی: CCGS Simcoe) یک کشتی بود که طول آن ۵۴٫۶ متر (۱۷۹ فوت ۲ اینچ) بود. این کشتی در سال ۱۹۶۲ ساخته شد.